# 征服的黎波里
征服的黎波里，是西班牙海軍將領裴德羅·納瓦羅在1510年7月25日聖占姆士日發動的戰役。
當天他率領6000名海軍圍攻的黎波里城，很快便攻下該城。西班牙征服該城後使他們可在北非得到一基地免受奧斯曼帝國侵害。
西班牙人攻下該城後殺害甚多當地人和摧毀很多建築物，後交予医院骑士团管治，之後管治至1551年被奧斯曼海軍將領德拉古特奪下。